# Berenado Vunibobo
Berenado Vunibobo, né le 24 septembre 1932 et mort le 28 décembre 2015, est un diplomate et homme politique fidjien.

## Biographie
Issu d'une famille de sept enfants de la province de Rewa, diplômé du Collège impérial d'Agriculture tropicale à Trinité-et-Tobago ainsi que de l'université du Queensland en Australie, il travaille dans le domaine de l'administration agricole aux Fidji à partir de 1951. 
De 1976 à 1980, il est le représentant permanent des Fidji auprès de l'Organisation des Nations unies à New York, et conjointement haut commissaire (ambassadeur) au Canada et ambassadeur aux États-Unis. Il est fait commandeur de l'ordre de l'Empire britannique au moment de sa nomination à ces postes. Il négocie en 1978 la participation des forces armées fidjiennes à la Force intérimaire des Nations unies au Liban. Il est ensuite le coordonnateur résident du programme des Nations unies pour le développement durable en Corée du Sud de 1981 à 1986, puis au Pakistan de 1986 à 1987.
De 1987 à 1992 il est le ministre du Commerce des Fidji, dans un gouvernement composé en partie d'experts non-partisans,. Il est ministre de l'Intérieur et de l'Immigration de 1994 à 1996. De 1996 à 1997 il est ministre des Finances et du Développement économique, avant d'être ministre des Affaires étrangères et du Commerce extérieur de 1997 à 1999. Le gouvernement perd les élections de 1999, à la suite desquelles Berenado Vunibobo est fait membre du Sénat. 
De 2008 à 2010, il est à nouveau le représentant permanent des Fidji à l'ONU. Tombé malade juste après Noël 2015, il meurt à son domicile à Suva « après une courte maladie », à l'âge de 84 ans.